# Oliver Mattheis
Oliver Mattheis (* 24. April 1995 in Füssen) ist ein deutscher Radrennfahrer.

## Sportlicher Werdegang
Mattheis begann mit dem Radsport beim RSC Kempten. Er gewann im Juniorenbereich als Teil des Team Auto Eder Bayern die Rad-Bundesliga 2013, wurde Dritter der Deutschen Meisterschaften im Einzelzeitfahren und 25. im Straßenrennen der Weltmeisterschaften.
In seinem ersten Jahr bei den Erwachsenen, 2014, fuhr Mattheis er für das UCI Continental Team Heizomat. Bei der Tour de Guadeloupe wurde er 2022 als Gastfahrer des Teams Embrace the World Cycling Gesamtzehnter. Zur Saison 2023 schloss er sich dem Continental Team Bike Aid an.